# Гази Хусейн-паша
Гази Хусейн-паша (тур. Gazi Hüseyin Paşa — Воин Хусейн-паша; 1610, Енишехир, Бурса, Османская империя — 29 декабря 1658, Стамбул, Османская империя), также известный как Дели Хусейн-паша (тур. Deli Hüseyin Paşa от тур. deli — безумный), Сары Хусейн-паша (тур. Sarı Hüseyin Paşa от тур. sarı — светлый, блондинистый) или Балтаоглу Хусейн-паша (тур. Baltaoğlu Hüseyin Paşa от балтаджи), — османский военный и государственный деятель, бейлербей Египта в 1635—1637 годах, капудан-паша в 1630-х, а также Великий визирь в 1656 году.

## Биография

### Ранняя биография
Хусейн родился в турецкой семье в городе Енишехир ила Бурса на северо-западе Анатолии. Жил в Константинополе.
При султане Мураде IV служил при дворце. Согласно преданию, шах Персии Аббас I Великий прислал подарок султану Османской империи — лук, который никто не мог натянуть. Когда молодой Хусейн смог натянуть тетиву, султан обратил на него внимание. С тех пор начался его карьерный рост, он был назначен главным конюхом, бейлербеем эялетов Силистра (ныне территория Болгарии) и Анатолия, а также капудан-пашей. Он участвовал в кампаниях близ нынешних Ирака и Армении.
При Ибрагиме I Хусейн назначался бейлербеем различных османских эялетов в Европе. В 1646 году, после начала Критской войны, стал правителем Османского Крита.

### Бейлербей Египта
В 1635 году Хусейн был назначен бейлербеем Египта и сменил Бакырджи Ахмед-пашу. Говорят, что Хусейн был жестоким правителем и убивал людей ради развлечения. Сразу после приезда в Египет, он изъял шатры министра финансов и советника для личного использования. Он привёз с собой в Египет много друзов, которые начали совершать грабежи и вымогать деньги у местных жителей на празднество в честь приезда нового бейлербея в Каире, столице Египта.
Кроме того, он отнимал наследство богатых жителей Каира. Люди, пользуясь такой возможностью отомстить недругу, ложно оповещали пашу о богатом наследстве неприятелей. Согласно некоторым воспоминаниям, Гази Хусейн ездил на коне в толпах людей, при этом для развлечения размахивая мечом. Он также заставлял местное население обменивать османские инвестиционные монеты на железо с примесями. За время его правления было казнено более 1200 человек, не считая собственноручно убитых Хусейном.
Он командовал местными войсками и был членом дивана. Во время правления Хусейна уменьшилось число краж со взломом в Египте.
После увольнения Хусейн-паши с должности в 1637 году, султан Мурад IV потребовал от него ревизии египетской провинциальной казны и выплатить долги. Когда он отказался, исполняющий обязанности губернатора, сменивший его до прибытия его преемника, заключил Хусейна в тюрьму. Он был освобождён лишь после оплаты крупной суммы.

### Критская война
В 1645 году началось завоевание венецианского острова Крит Османской империей. Однако военно-морская техника османов была развита хуже, чем европейцев. Таким образом Османская империя смогла захватить лишь крупный критский город Ханья в 1645 году, в то время как остальная часть острова, в особенности Ираклион, смогла успешно противостоять османам. Поскольку пролив Дарданеллы был заблокирован венецианским флотом, империя не смогла послать подкрепление.
Таким образом турки на Крите попали в ловушку. Даже в таких условиях Хусейн смог захватить несколько венецианских фортов, в том числе Ретимнон, а также начал осаду Ираклиона. Кроме того, он восстановил несколько разрушенных городов, в том числе Ханья. За военные успехи султан Мехмед IV даровал 28 февраля 1656 года Хусейну титул Великого визиря.
Однако через неделю, 5 марта 1656 года, задолго до возвращения Хусейна в Константинополь, султан назначил Великим визирем Зурназена Мустафа-пашу. Через четыре часа Мустафа был отправлен в ссылку и новым визирем стал Сиявуш-паша.

### После войны
После войны Хусейн был назначен бейлербеем Румелии — должность, по статусу находящаяся между титулом Великого визиря и должностью бейлербея любой иной провинции Османской империи. 
Тогдашний Великий визирь Кёпрюлю Мехмед-паша, опасаясь влияния Хусейна, уговорил султана посадить Дели Хусейна в тюрьму. В 1659 году он был казнён в Константинополе.

## В культуре
В турецком телесериале «Великолепный век. Империя Кёсем» роль паши исполнил актёр Чагры Шенсой.